# François Belleville
François Belleville MEP (* 14. Januar 1860 in Chavanod; † 7. Juli 1912) war ein französischer römisch-katholischer Ordensgeistlicher und Apostolischer Vikar von Süd-Tonking.

## Leben
François Belleville trat der Ordensgemeinschaft der Pariser Mission bei und empfing am 6. Juli 1884 das Sakrament der Priesterweihe.
Am 9. Februar 1911 ernannte ihn Papst Pius X. zum Titularbischof von Amisus und zum Apostolischen Vikar von Süd-Tonking. Der Apostolische Vikar von West-Tonking, Pierre-Jean-Marie Gendreau MEP, spendete ihm am 4. Juni desselben Jahres die Bischofsweihe; Mitkonsekratoren waren der Apostolische Vikar von Ost-Tonking, Nicasio Arellano OP, und der Apostolische Vikar von Nord-Cochinchina, Eugène Allys MEP.